# Куваж
Куваж — река в России, протекает по Опаринскому району Кировской области. Устье реки находится в 532 км по левому берегу реки Луза. Длина реки составляет 28 км.
Исток реки в 11 км к северо-западу от посёлка Опарино. Река течёт по ненаселённому лесному массиву на Северных Увалах, русло извилистое, генеральное направление течения — юго-восток. Впадает в Лузу в 5 км к востоку от Опарино. Притоки — Иста, Нижняя Иста (оба — левые). Ширина реки на всём протяжении не превышает 10 метров.

## Данные водного реестра
По данным государственного водного реестра России и геоинформационной системы водохозяйственного районирования территории РФ, подготовленной Федеральным агентством водных ресурсов:
- Бассейновый округ — Двинско-Печорский
- Речной бассейн — Северная Двина
- Речной подбассейн — Малая Северная Двина
- Водохозяйственный участок — Юг
- Код водного объекта — 03020100212103000011733